# Angivillers
Ne doit pas être confondu avec Angevillers.
Angivillers est une commune française située dans le département de l'Oise en région Hauts-de-France.

## Géographie

### Description
Angivillers est un village rural du Plateau picard situé à 5 km au sud-est de Saint-Just-en-Chaussée, 13 km au nord-est de Clermont (Oise), 24 km au nord-ouest de Compiègne et 19 km au sud de Montdidier (Somme). Il est aisément accessible par l'ancienne route nationale 16 (actuelle RD 916).
La commune a une superficie de 627 ha et une altitude d'environ 120 m et était décrite de la manière suivante au milieu du XIXe siècle : « son territoire, dépourvu d'eau et de bois, est coupé par quelques légers plis de terrain courant de l'ouest à l'est ».

### Communes limitrophes
| Le Plessier-sur-Saint-Just | Ravenel     | Léglantiers |
|                            | Angivillers |             |
| Lieuvillers                | Lieuvillers | Pronleroy   |

### Hydrographie
La commune est située dans le bassin Seine-Normandie. Elle n'est drainée par aucun cours d'eau,.

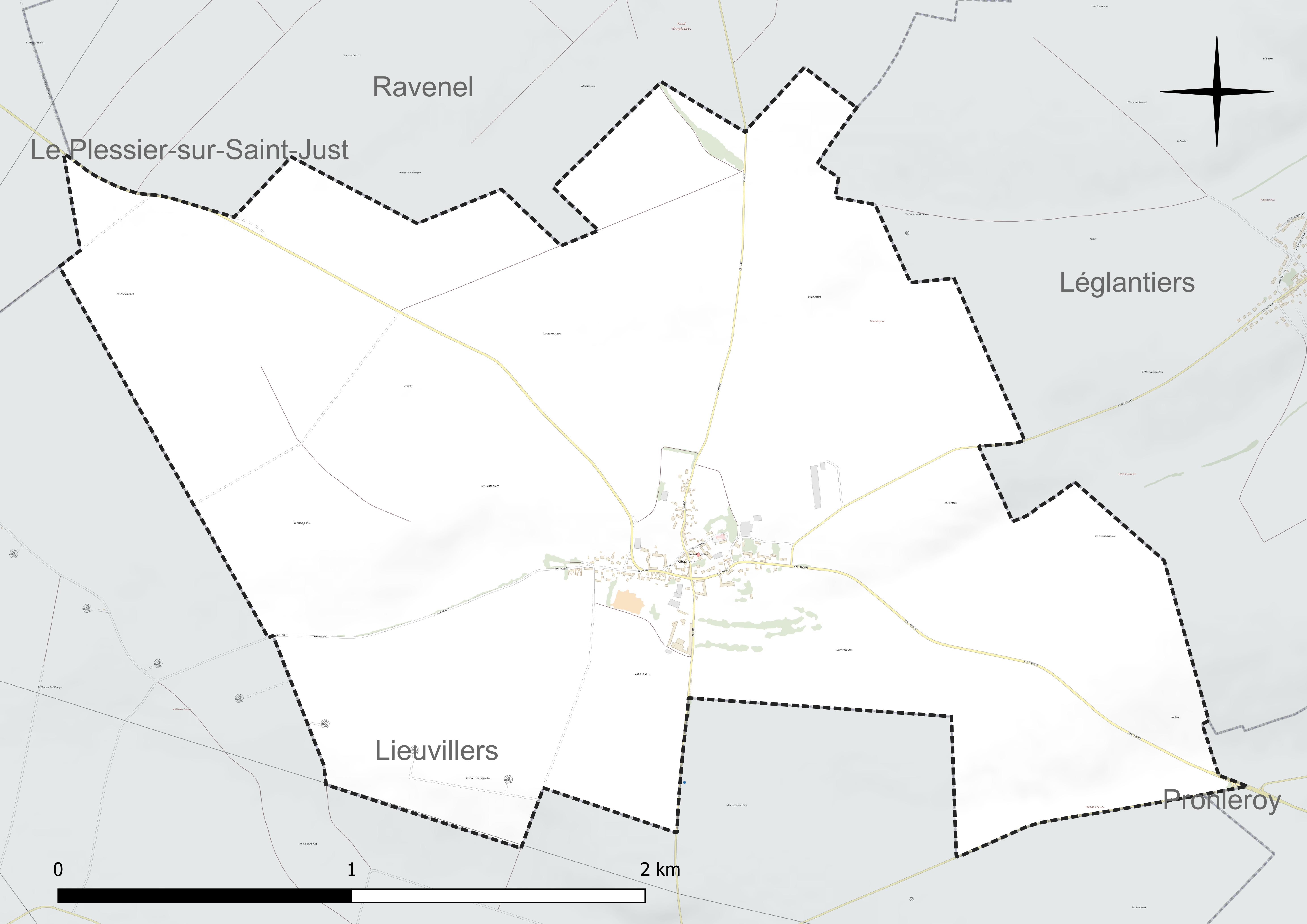
Réseau hydrographique d'Angivillers.

### Climat
Pour des articles plus généraux, voir Climat des Hauts-de-France et Climat de l'Oise.
En 2010, le climat de la commune est de type climat océanique dégradé des plaines du Centre et du Nord, selon une étude du CNRS s'appuyant sur une série de données couvrant la période 1971-2000. En 2020, Météo-France publie une typologie des climats de la France métropolitaine dans laquelle la commune est exposée à un climat océanique et est dans la région climatique Nord-est du bassin Parisien, caractérisée par un ensoleillement médiocre, une pluviométrie moyenne régulièrement répartie au cours de l'année et un hiver froid (3 °C).
Pour la période 1971-2000, la température annuelle moyenne est de 10,3 °C, avec une amplitude thermique annuelle de 14,5 °C. Le cumul annuel moyen de précipitations est de 679 mm, avec 11,3 jours de précipitations en janvier et 7,8 jours en juillet. Pour la période 1991-2020, la température moyenne annuelle observée sur la station météorologique la plus proche, située sur la commune de Godenvillers à 12 km à vol d'oiseau, est de 11,1 °C et le cumul annuel moyen de précipitations est de 701,9 mm,. Pour l'avenir, les paramètres climatiques de la commune estimés pour 2050 selon différents scénarios d'émission de gaz à effet de serre sont consultables sur un site dédié publié par Météo-France en novembre 2022.

## Urbanisme

### Typologie
Au 1er janvier 2024, Angivillers est catégorisée commune rurale à habitat dispersé, selon la nouvelle grille communale de densité à sept niveaux définie par l'Insee en 2022.
Elle est située hors unité urbaine. Par ailleurs la commune fait partie de l'aire d'attraction de Paris, dont elle est une commune de la couronne,.

### Occupation des sols
L'occupation des sols de la commune, telle qu'elle ressort de la base de données européenne d'occupation biophysique des sols Corine Land Cover (CLC), est marquée par l'importance des territoires agricoles (100 % en 2018), une proportion identique à celle de 1990 (100 %). La répartition détaillée en 2018 est la suivante : 
terres arables (95,5 %), zones agricoles hétérogènes (4,5 %). L'évolution de l'occupation des sols de la commune et de ses infrastructures peut être observée sur les différentes représentations cartographiques du territoire : la carte de Cassini (XVIIIe siècle), la carte d'état-major (1820-1866) et les cartes ou photos aériennes de l'IGN pour la période actuelle (1950 à aujourd'hui).

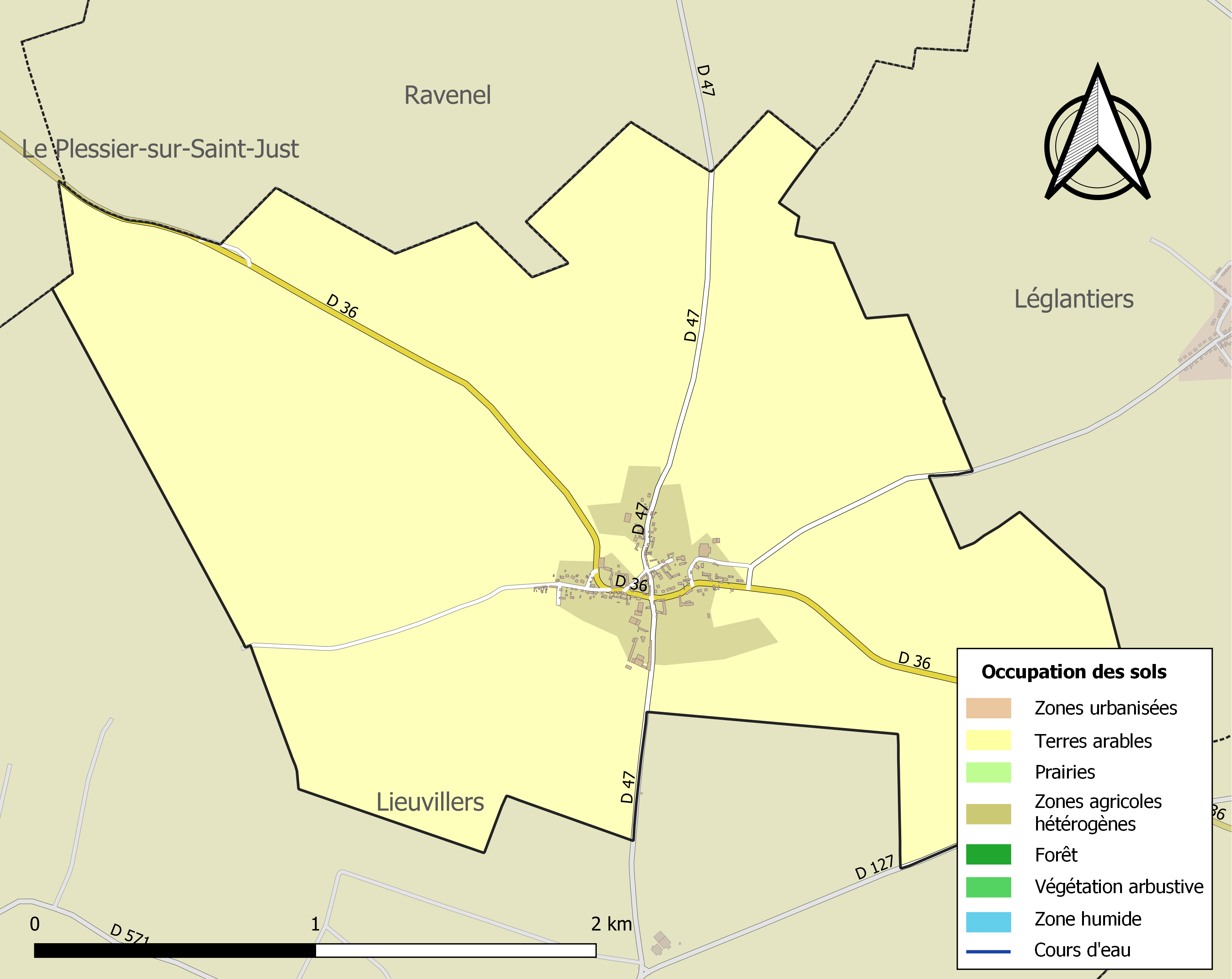
Carte des infrastructures et de l'occupation des sols de la commune en 2018 (CLC).

### Habitat et logement
En 2018, le nombre total de logements dans la commune était de 90, alors qu'il était de 77 en 2013 et de 82 en 2008.
Parmi ces logements, 86,2 % étaient des résidences principales, 5 % des résidences secondaires et 8,8 % des logements vacants. Ces logements étaient pour 98,7 % d'entre eux des maisons individuelles et pour 1,3 % des appartements.
Le tableau ci-dessous présente la typologie des logements à Angivillers en 2018 en comparaison avec celle de l'Oise et de la France entière. Une caractéristique marquante du parc de logements est ainsi une proportion de résidences secondaires et logements occasionnels (5 %) supérieure à celle du département (2,5 %) et à celle de la France entière (9,7 %). Concernant le statut d'occupation de ces logements, 91,7 % des habitants de la commune sont propriétaires de leur logement (88,6 % en 2013), contre 61,4 % pour l'Oise et 57,5 pour la France entière.
| Typologie                                               | Angivillers | Oise | France entière |
| ------------------------------------------------------- | ----------- | ---- | -------------- |
| Résidences principales (en %)                           | 86,2        | 90,4 | 82,1           |
| Résidences secondaires et logements occasionnels (en %) | 5           | 2,5  | 9,7            |
| Logements vacants (en %)                                | 8,8         | 7,1  | 8,2            |

### Voies de communication et transports
La commune est desservie, en 2023, par les lignes 662, 683, 6304 et 6342 du réseau interurbain de l'Oise.

## Toponymie
La localité a été désignée sous les noms suivants : Angivillier, Angivillier, Angiviler, Anjolviller, Angevillers, (Angevillare, Angvillare, Angevillare)

## Histoire
Selon Louis Graves, « La seigneurie d'Angivillers appartenait, dans le treizième siècle,à la maison de Candavène ;  elle fut acquise en 1494 par Philippe Le Toillier, dit Guillebon, docteur en' théologie, des descendants duquel elle parvint par alliance, vers 1614, au marquis de Nesle, et plus tard par alliance aussi à la .maison -dé.Flahaut ; elle relevait du comté de Clermont ». Selon d'autres sources, la terre et seigneurie d'Angivilliers a été tenue par la famille d'Amerval, puis par la famille de Le Thoillier de Guillebon qui la transmit aux Flahaut de la Billarderie.
Dans la première moitié du XIXe siècle, la commune comptait deux moulins à vent, et la population était exclusivement agricole. Quelques femmes augmentaient leurs revenus par la confection de gants de peau.
La commune a été desservie par la ligne Estrées-Saint-Denis - Froissy - Crèvecœur-le-Grand, une ligne de chemin de fer secondaire à voie métrique du réseau des chemins de fer départementaux de l'Oise. La gare se situait en limite de commune en direction de Ravenel.

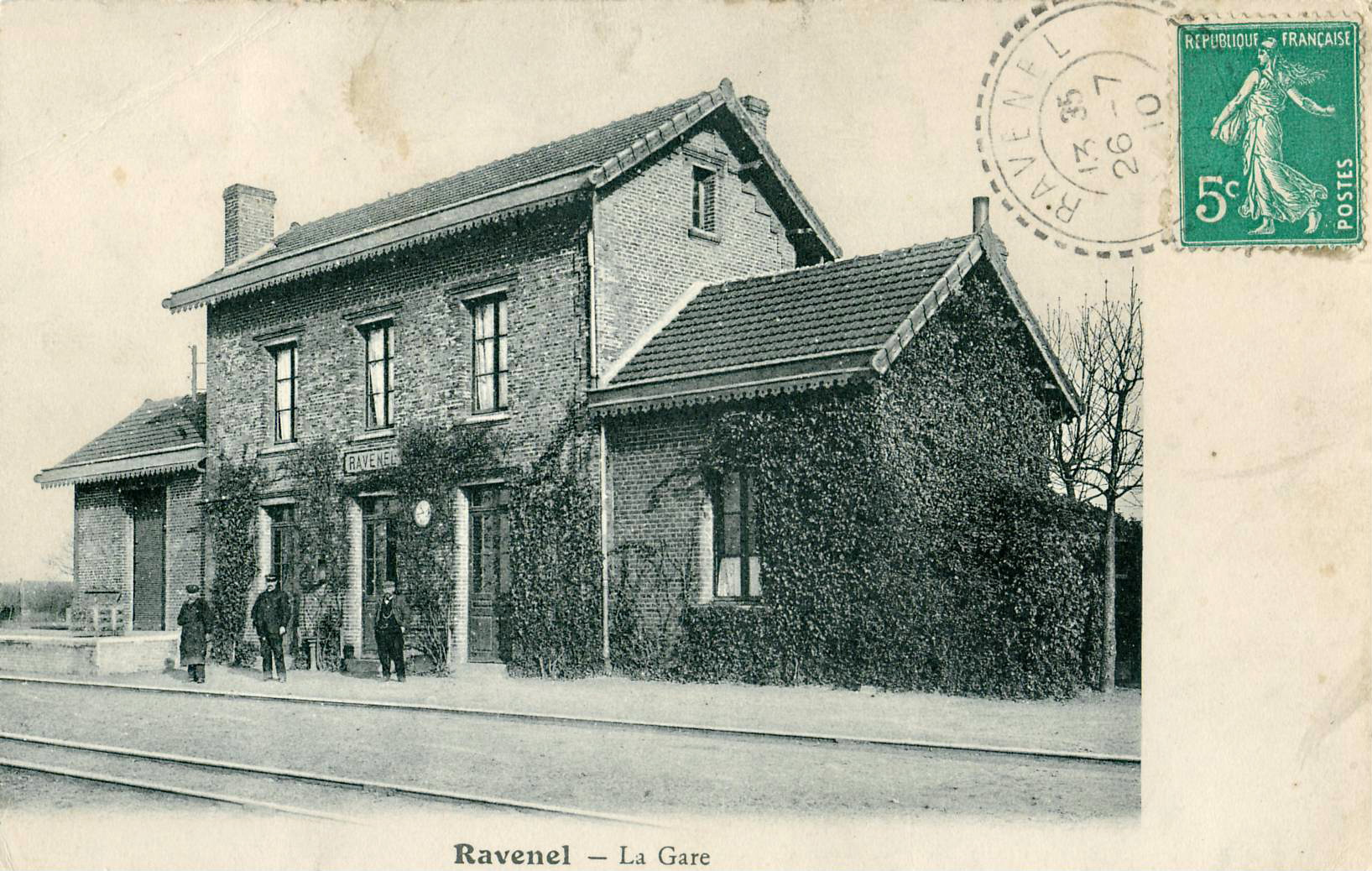
La gare de Ravenel
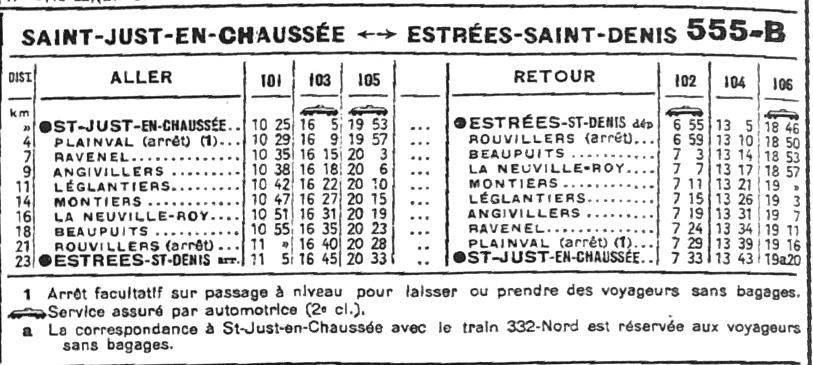
Horaires 1936. Deux des 3 trains jourbaliers sont assurés par des autorails.

Au début de la Seconde Guerre mondiale, lors de la bataille de France de 1940, 118 soldats français de la 4e division d'infanterie coloniale sont tués sur le territoire de la commune, les 8 et 9 juin 1940. Un cimetière militaire est aménagé de 1941 à 1952, puis les dépouilles des soldats sont transférées dans un autre lieu. Un calvaire commémoratif a été édifié à l'angle des routes départementales RD 530 et RD 36 en hommage aux soldats africains, "massacrés sur place" et "victimes de la lâcheté nazie",

## Politique et administration
| Période                                  | Période                       | Identité                         | Étiquette | Qualité                         |
| ---------------------------------------- | ----------------------------- | -------------------------------- | --------- | ------------------------------- |
| Les données manquantes sont à compléter. |                               |                                  |           |                                 |
| 1794                                     | 1794                          | Sébastien Seraine                |           |                                 |
| 1797                                     | 1797                          | François Debacq                  |           |                                 |
| 1801                                     | 1807                          | M. Delafraye                     |           |                                 |
| 1831                                     | 1831                          | M. Gueudré                       |           |                                 |
| 1836                                     | 1839                          | Louis Joseph Goulliard           |           |                                 |
| 1941                                     | 1941                          | Jean François Auguste Gueudré    |           |                                 |
| 1849                                     | 1870                          | Polycarpe Bricaut                |           |                                 |
| 1877                                     | 1877                          | Charles Jean Baptiste Boucher    |           |                                 |
| 1884                                     | 1910                          | Paul Félix Corbet                |           |                                 |
| 1946                                     | 1948                          | Georges Bernard Philippe Toullet |           |                                 |
| avant 1988                               |                               | Pierre Munier                    |           |                                 |
| Les données manquantes sont à compléter. |                               |                                  |           |                                 |
| mars 2001                                | 2014                          | Roger Van Acker                  | DVD       |                                 |
| mars 2014                                | En cours (au 2 décembre 2020) | Élisabeth Van de Weghe           |           | Réélue pour le mandat 2020-2026 |

## Population et société

### Démographie

#### Évolution démographique
L'évolution du nombre d'habitants est connue à travers les recensements de la population effectués dans la commune depuis 1793. Pour les communes de moins de 10 000 habitants, une enquête de recensement portant sur toute la population est réalisée tous les cinq ans, les populations de référence des années intermédiaires étant quant à elles estimées par interpolation ou extrapolation. Pour la commune, le premier recensement exhaustif entrant dans le cadre du nouveau dispositif a été réalisé en 2005.

En 2022, la commune comptait 159 habitants, en évolution de −13,11 % par rapport à 2016 (Oise : +0,87 %, France hors Mayotte : +2,11 %).
| 1793 | 1800 | 1806 | 1821 | 1831 | 1836 | 1841 | 1846 | 1851 |
| ---- | ---- | ---- | ---- | ---- | ---- | ---- | ---- | ---- |
| 360  | 343  | 359  | 341  | 298  | 274  | 284  | 279  | 267  |

| 1856 | 1861 | 1866 | 1872 | 1876 | 1881 | 1886 | 1891 | 1896 |
| ---- | ---- | ---- | ---- | ---- | ---- | ---- | ---- | ---- |
| 253  | 235  | 232  | 240  | 252  | 241  | 219  | 223  | 222  |

| 1901 | 1906 | 1911 | 1921 | 1926 | 1931 | 1936 | 1946 | 1954 |
| ---- | ---- | ---- | ---- | ---- | ---- | ---- | ---- | ---- |
| 237  | 235  | 212  | 245  | 216  | 215  | 223  | 239  | 223  |

| 1962 | 1968 | 1975 | 1982 | 1990 | 1999 | 2005 | 2006 | 2010 |
| ---- | ---- | ---- | ---- | ---- | ---- | ---- | ---- | ---- |
| 177  | 178  | 156  | 159  | 181  | 200  | 191  | 189  | 183  |

| 2015 | 2020 | 2022 | - | - | - | - | - | - |
| ---- | ---- | ---- | - | - | - | - | - | - |
| 182  | 166  | 159  | - | - | - | - | - | - |

#### Pyramide des âges
La population de la commune est relativement jeune.
En 2018, le taux de personnes d'un âge inférieur à 30 ans s'élève à 35,0 %, soit en dessous de la moyenne départementale (37,3 %). À l'inverse, le taux de personnes d'âge supérieur à 60 ans est de 22,3 % la même année, alors qu'il est de 22,8 % au niveau départemental.
En 2018, la commune comptait 89 hommes pour 89 femmes, soit un taux de 50 % de femmes, légèrement inférieur au taux départemental (51,11 %).
Les pyramides des âges de la commune et du département s'établissent comme suit.
| Hommes | Classe d’âge | Femmes |
| ------ | ------------ | ------ |
| 0,0    | 90 ou +      | 1,2    |
| 2,4    | 75-89 ans    | 6,0    |
| 19,3   | 60-74 ans    | 15,7   |
| 28,9   | 45-59 ans    | 20,5   |
| 15,7   | 30-44 ans    | 20,5   |
| 15,7   | 15-29 ans    | 12,0   |
| 18,1   | 0-14 ans     | 24,1   |

| Hommes | Classe d’âge | Femmes |
| ------ | ------------ | ------ |
| 0,5    | 90 ou +      | 1,4    |
| 5,5    | 75-89 ans    | 7,6    |
| 15,6   | 60-74 ans    | 16,3   |
| 20,8   | 45-59 ans    | 20     |
| 19,4   | 30-44 ans    | 19,4   |
| 17,6   | 15-29 ans    | 16,2   |
| 20,6   | 0-14 ans     | 19,1   |

## Lieux et monuments
- L'église Saint-Martin, construite au XVIe siècle, possède quelques parties datant du XIIe siècle. Elle est décrite par Louis Graves en 1835 :« est -un petit bâtiment du seizième siècle, en forme de T, devenu humide,par

l'exhaussement du .sol voisin. Le chœur et les chapelles sont voûtés et à nervures, la nef est. lambrissée; le clocher central est une tour carré recouverte d"'ardoises; le portail est formé d'une arcade en anse
de panier. »
Trois objets : deux dalles funéraires de la famille de Guillebon et les fonts baptismaux sont classés monument historique.
- Calvaire édifié par les anciens combattants de la commune à la mémoire des 118 soldats français morts au combat les 8 et 9 juin 1940. Une stèle à la mémoire de la 4e division d'infanterie coloniale a été par la suite apposée au pied du calvaire.
- Stèle à la mémoire de Maurice Arnoux, commandant pilote aviateur, tombé le 6 juin 1940

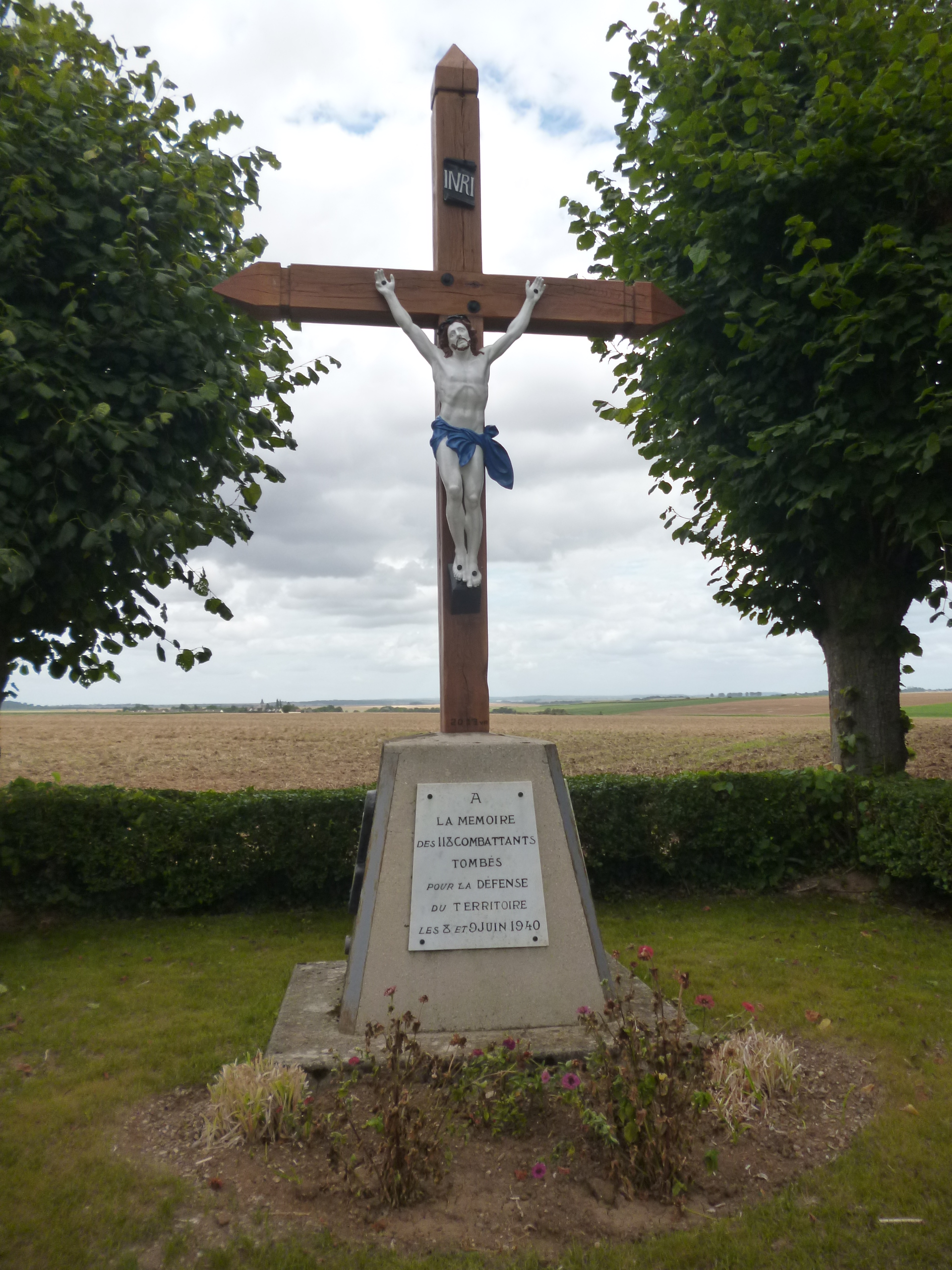
Calvaire dédié aux 118 combattants qui ont péri lors de la Seconde Guerre mondiale.
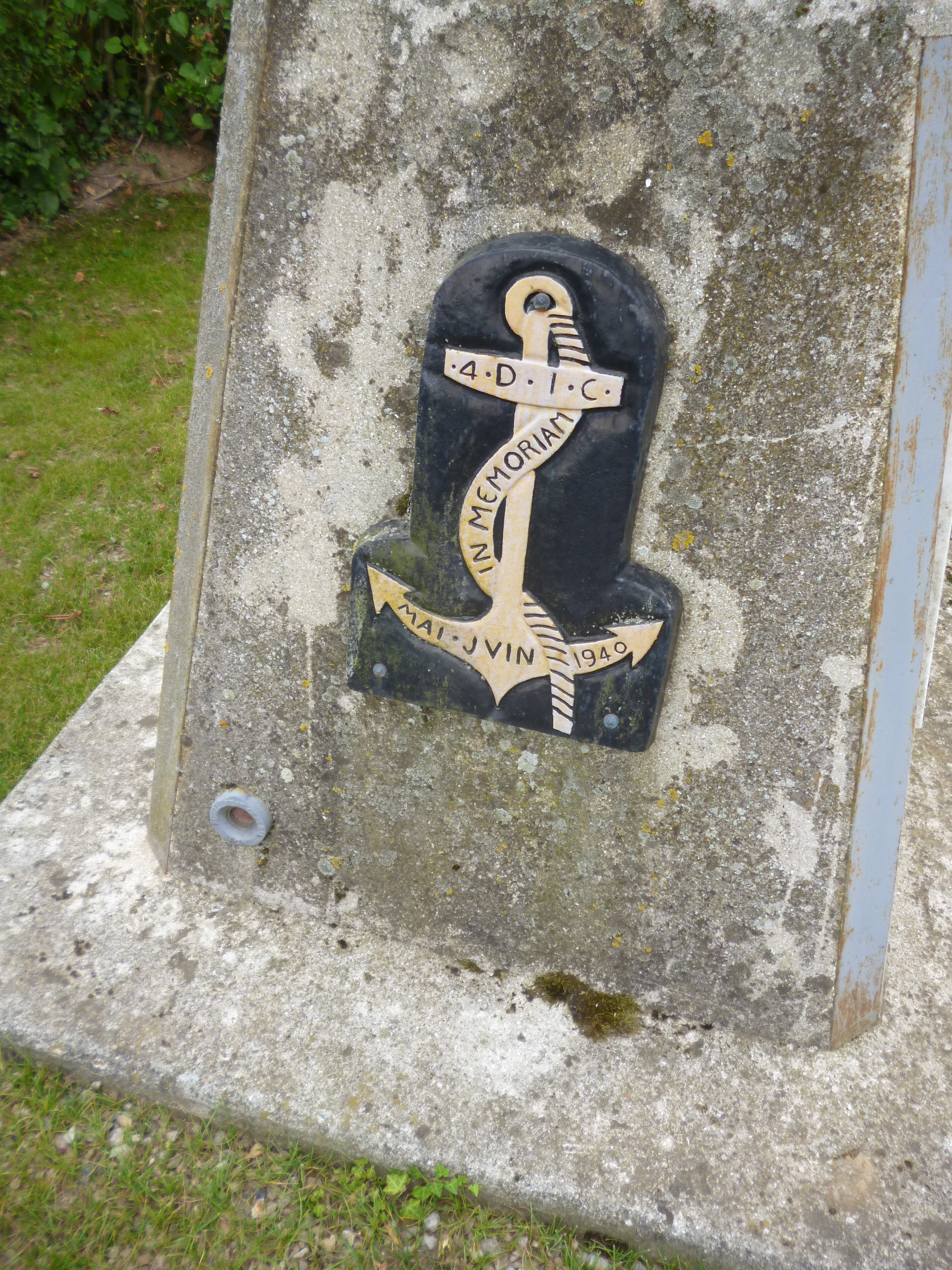
Détail de ce calvaire.
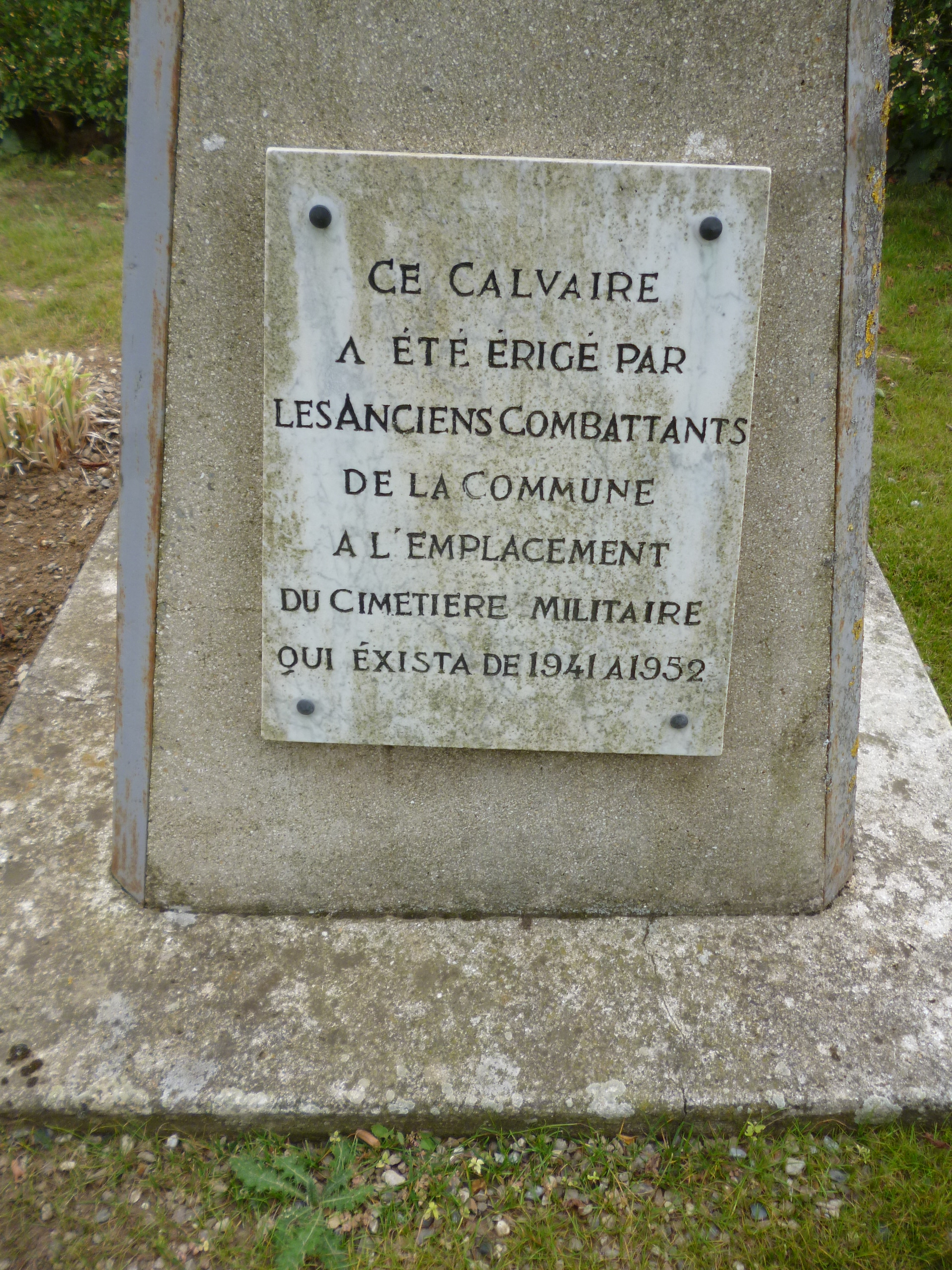
Autre détail.
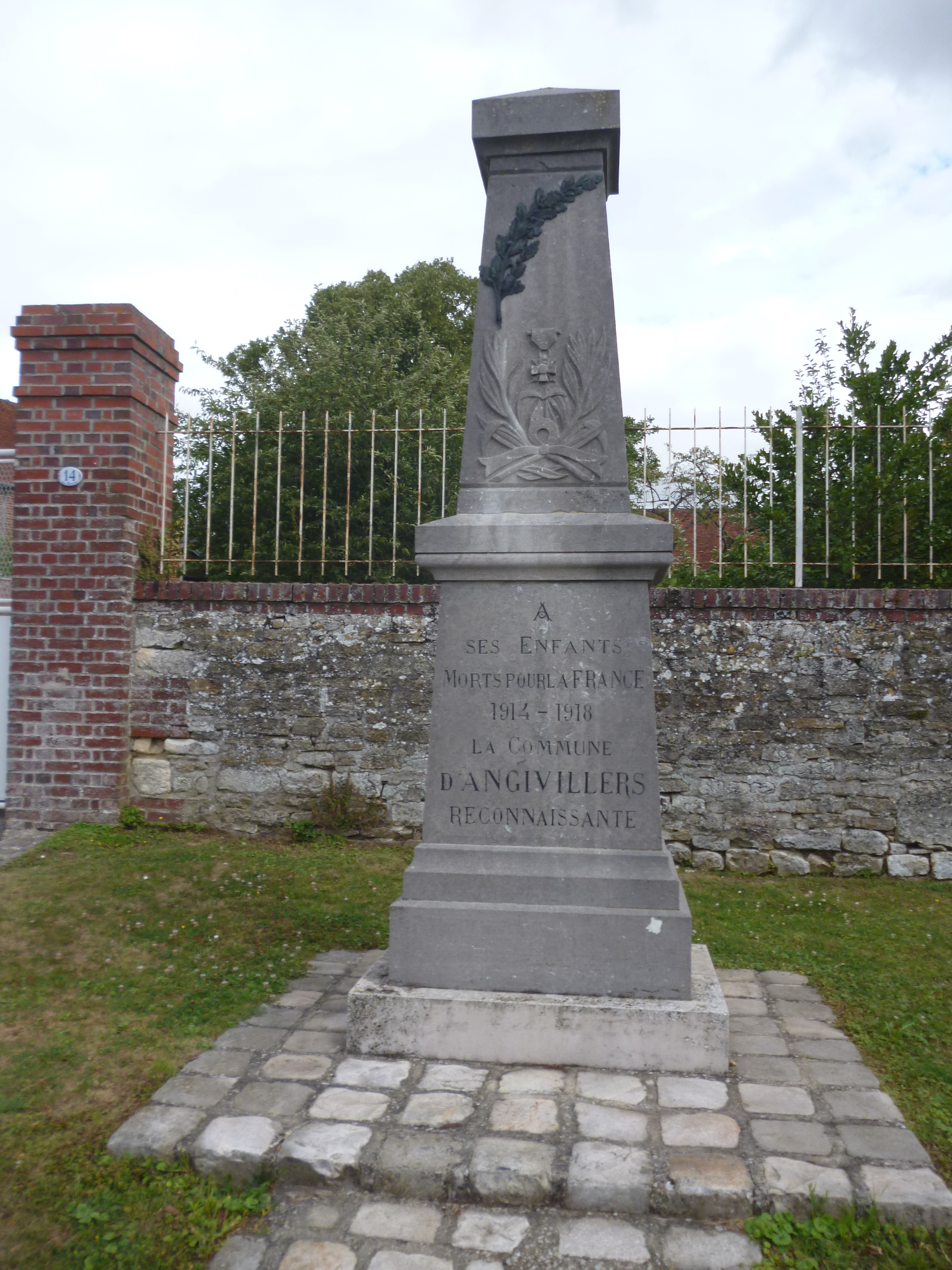
Monument aux morts.
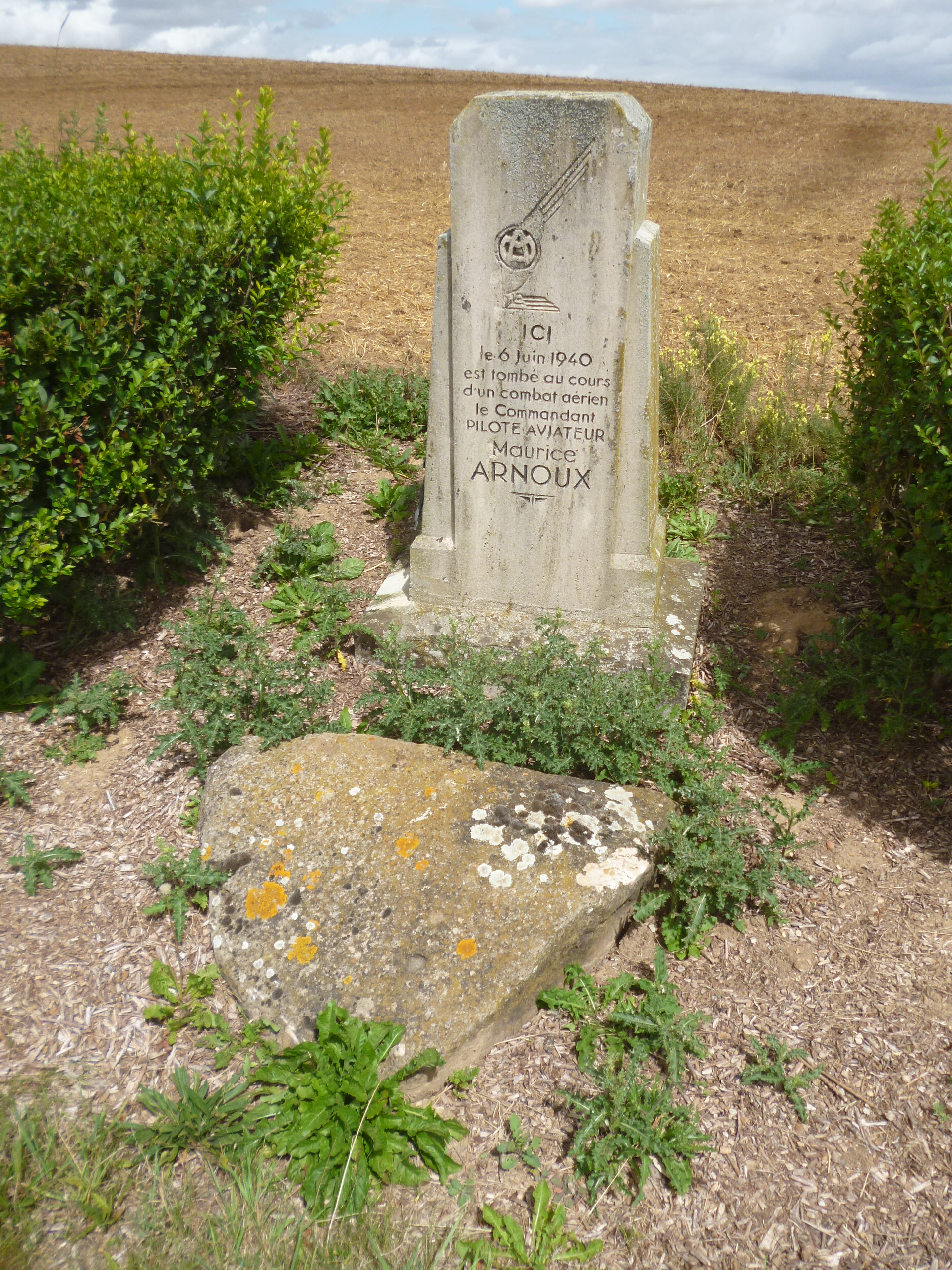
Stèle à la mémoire de Maurice Arnoux, commandant pilote aviateur, tombé le 6 juin 1940.

## Personnalités liées à la commune
- La terre et seigneurie d'Angivilliers a été tenue par la famille Le Thoillier de Guillebon, qui la transmit par alliance aux Flahaut de la Billarderie[12].
- Hélinand de Froidmont (1160-1230), poète médiéval, chroniqueur et écrivain ecclésiastique français est peut-être né à Angivillers.
- Charles Claude Flahaut de La Billarderie (1730-1809), titré comte d'Angivillers, fut le dernier directeur général des Bâtiments du roi sous Louis XVI.